# Douglas Kertland
Douglas Edwin Kertland, född 23 november 1887 i Toronto, död 4 mars 1982, var en kanadensisk roddare.
Kertland blev olympisk bronsmedaljör i åtta med styrman vid sommarspelen 1908 i London.